# Obština Kjustendil
Obština Kjustendil (bulharsky Община Кюстендил) je bulharská jednotka územní samosprávy v Kjustendilské oblasti. Leží v západním Bulharsku, podél hranic se Severní Makedonií a Srbskem, v údolích mezi pohořími Osogovo, Lisec a Koňavska planina. Správním střediskem je město Kjustendil, kromě něj zahrnuje obština 70 vesnic. Žije zde zhruba 57 tisíc stálých obyvatel.

## Sídla
- Bagrenci[p 1]
- Bersin[p 1]
- Blatec
- Bobešino
- Bogoslov[p 1]
- Bunovo
- Cărvena Jabălka
- Cărveňano
- Cărvendol
- Cerovica
- Crešnovo
- Dolna Graštica[p 1]
- Dolno Selo
- Dolno Ujno
- Doždevica[p 2]
- Dragovištica[p 1]
- Dvorište[p 1]
- Gărbino
- Gărljano[p 1]
- Girčevci[p 1]
- Gjueševo[p 1]
- Goranovci
- Gorna Brestnica
- Gorna Graštica[p 1]
- Gorno Ujno
- Gramaždano[p 1]
- Granica[p 1]
- Gurbanovci
- Ivanovci
- Jabălkovo[p 1]
- Kamenička Skakavica
- Kăršalevo
- Katrište
- Kjustendil[p 3] (sídlo správy)
- Koňavo[p 1]
- Kopilovci[p 1]
- Kopriva
- Kutugerci
- Lelinci
- Leska
- Lisec
- Lomnica[p 2]
- Lozno[p 1]
- Mazaračevo
- Nikoličevci[p 1]
- Novi Čiflik[p 1]
- Novo Selo
- Piperkov Čiflik
- Poletinci
- Polska Skakavica
- Prekolnica
- Radlovci[p 1]
- Ranenci
- Răsovo
- Raždavica[p 1]
- Režinci[p 2]
- Savojski
- Saždenik
- Skriňano[p 1]
- Slokoštica
- Sovoljano[p 1]
- Stensko[p 1]
- Šipočano
- Šiškovci[p 1]
- Tărnovlag[p 1]
- Tărsino
- Tavaličevo[p 1]
- Vratca[p 1]
- Žabokrăt[p 1]
- Žeravino
- Žilenci[p 1]

## Sousední obštiny
| Růžice kompasu |                    | Trekljano | Zemen Radomir | Růžice kompasu |
| Růžice kompasu |                    | Sever     | Bobov Dol     | Růžice kompasu |
| Růžice kompasu | Obština Kjustendil |           | Bobov Dol     | Růžice kompasu |
| Růžice kompasu | Jih                |           | Bobov Dol     | Růžice kompasu |
| Růžice kompasu |                    | Nevestino |               | Růžice kompasu |

## Obyvatelstvo
V obštině žije 57 118 stálých obyvatel a včetně přechodně hlášených obyvatel 78 876. Podle sčítáni 1. února 2011 bylo národnostní složení následující:
- Bulhaři: 52 496 (90.2 %)
- Romové: 5 210 (8.9 %)
- Turci: 30 (0.1 %)
- ostatní: 493 (0.8 %)